# Ferrocarril del Caucas del Sud
El Ferrocarril del Caucas del Sud (armeni: Հարավկովկասյան երկաթուղի, ՀԿԵ; rus: Южно-Кавказская железная дорога, ЮКЖД) és l'única companyia de ferrocarril d'Armènia, propietat dels Ferrocarrils Russos, responsable del transport interurbà, de rodalies i mercaderies per ferrocarril a Armènia. La xarxa consta de 780 quilòmetres (km) de via únicament en ample rus.

## Història
El 13 de febrer de 2008, el Govern d'Armènia signà un acord per a transferir el 100% de l'empresa pública Ferrocarrils Armenis a Ferrocarrils Russos. Segons l'acord, el període de concessió és de 30 anys amb una possible extensió de 10 anys per mutu acord de les dues parts. D'acord amb les clausules, els aleshores treballadors de la companyia (4.300 persones), amb excepció d'aquells en edat de jubilació, passarien a ser treballadors de la nova companyia FCS amb un salari que augmentaria un 20%.

## Línies

### Actuals

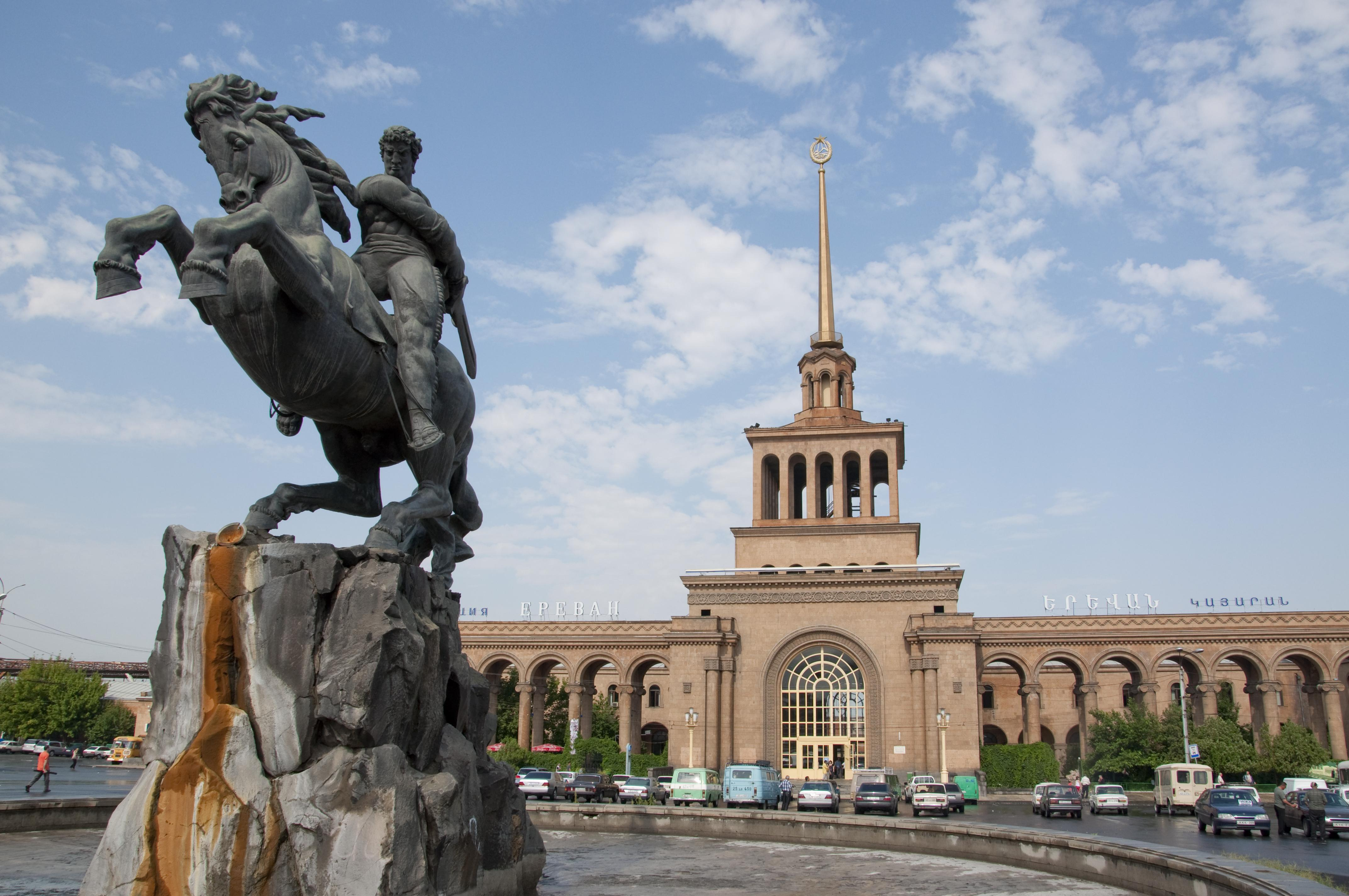
Estació d'Erevan, la major del país

Els FCS operen actualment les següents línies:
- Ierevan-Gyumri: 3 servicis per dia i un exprés els caps de setmana sense parades entre Ierevan i Gyumri. S'empra maquinària ER2 i EP2D.
- Ierevan-Araks: 1 servici diari. Només s'empra maquinària ER2.
- Ierevan-Yerashk: 1 servici diari. Només s'empra maquinària ER2.
- Ierevan (Armènia)-Tiflis (Geòrgia): Servici de tren llitera des de Ierevan cap a Tiflis o Batumi via Gyumri i Vanadzor.[2][3]

### Tancades

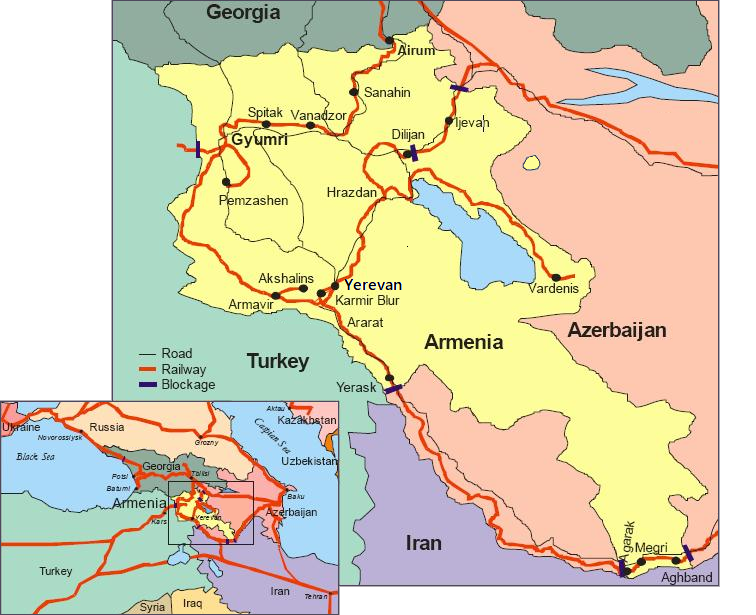
Xarxa viària actual

Amb l'excepció de la línia que connecta Armènia amb Geòrgia, la resta dels enllaços ferroviàris amb els països veïns han romàs tancades des de l'any 1993. A l'acord de fi d'hostilitats de l'Alt Karabakh de 2020 després de la guerra de l'Alt Karabakh de 2020, Armènia i Azerbaidjan es comprometeren a "desblocar les comunicacions" entre els dos països. Des d'aleshores, ambdós països han començat a rehabilitar la línia meridional, que va des de Yerashk, passant pel Nakhtxivan per a tornar a entrar a Armènia per Meghrí i finalment tornar a eixir a Azerbaidjan per a connectar amb la línia principal a Baku via Horadiz. El gener de 2022, el vice-Primer Ministre armeni, Mher Grigoryan, declarà que el tram armeni del ferrocarril costaria vora 200 milions de dòlar dels EUA i que necessitaria tres anys per a finalitzar-se. La normalització de les converses entre Armènia i Turquia des de 2022 ha alimentat les esperances que la línia de ferrocarril entre els dos estats via Gyumri i Kars puga ser reoberta, tot i que encara no s'ha fet cap declaració al respecte.

## Material rodant

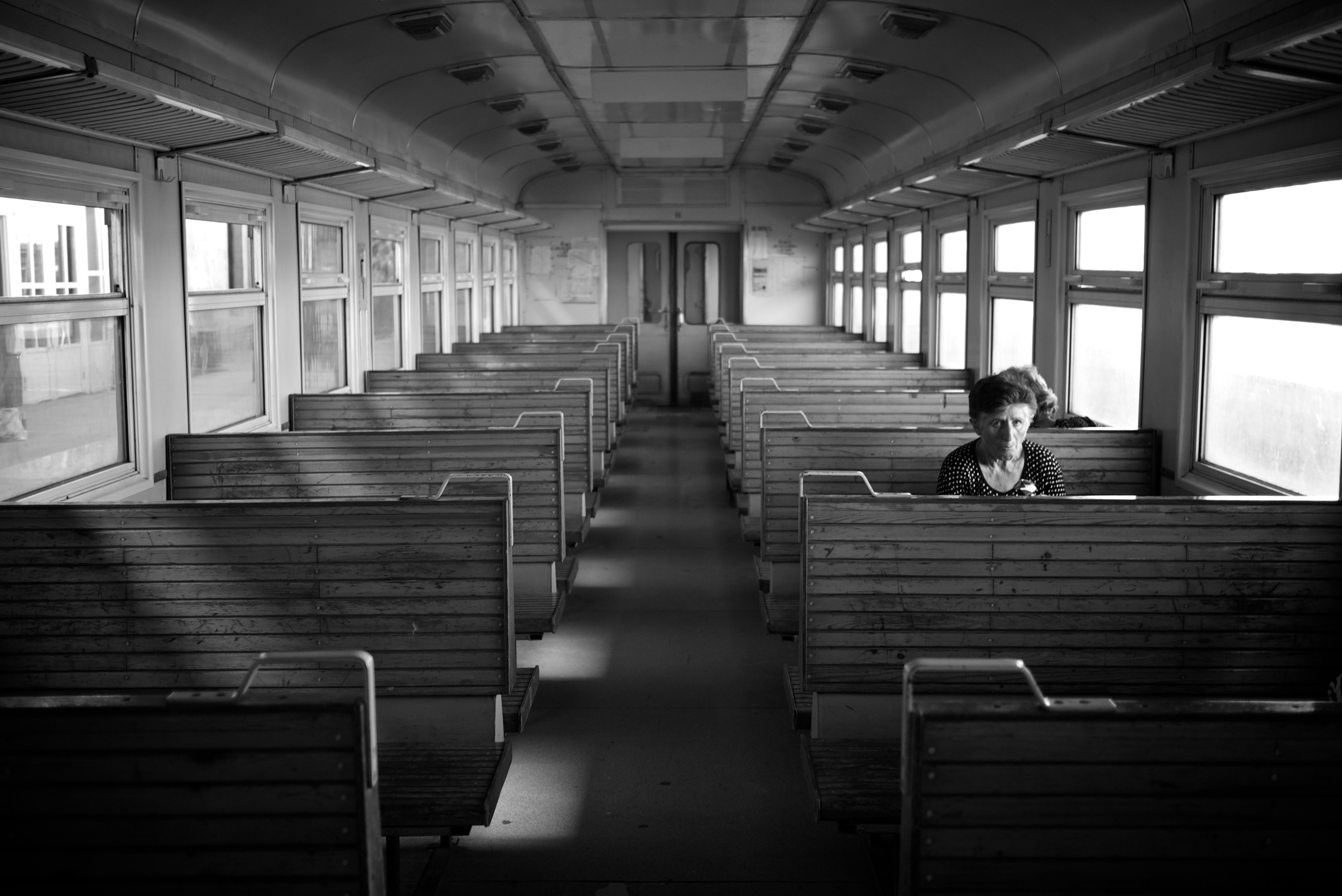
Interior d'un ER2 (2011)

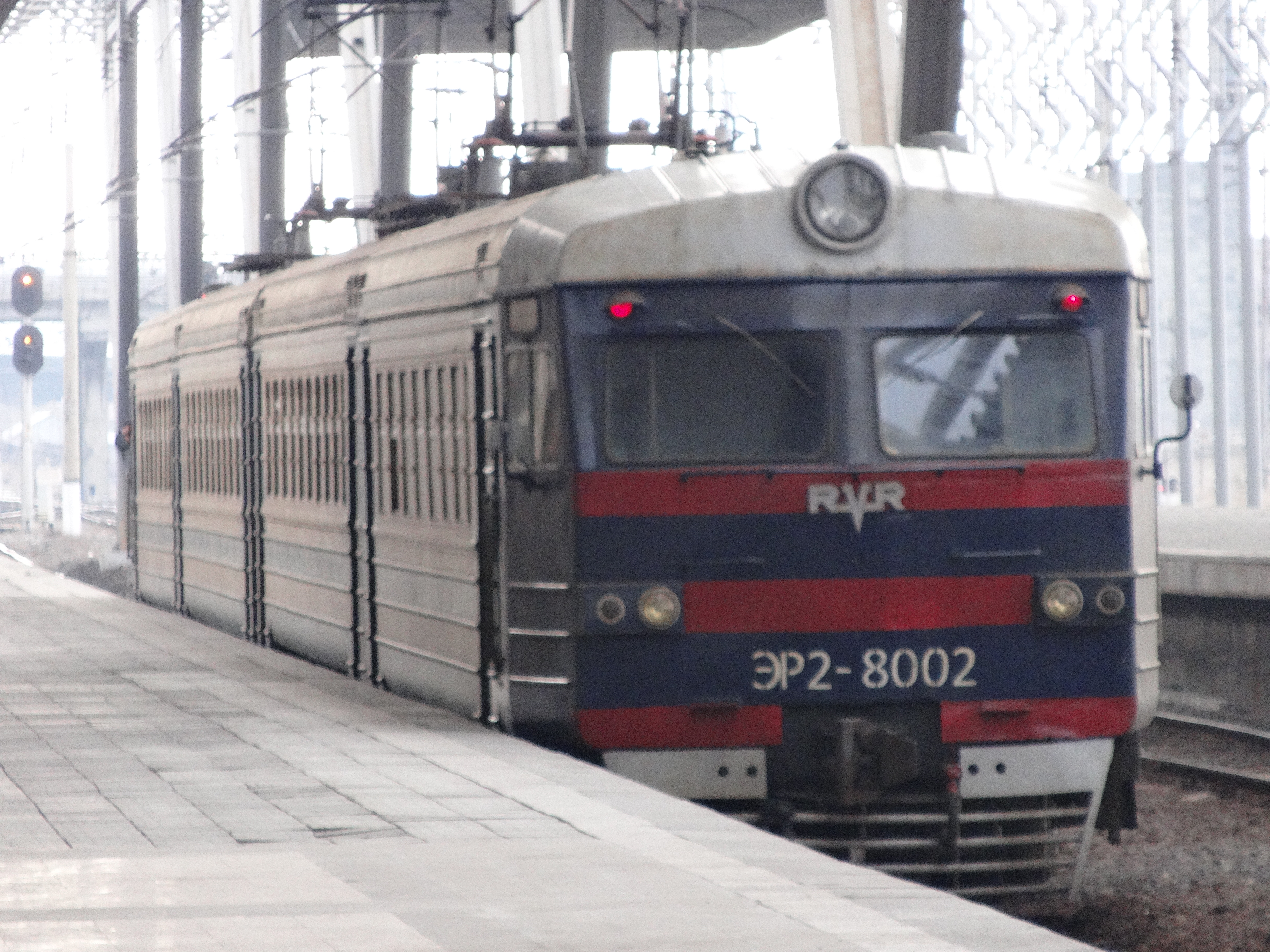
Unitat ER2 a l'estació d'Erevan

El transport de passatgers s'efectua mitjançant dos tipus de trens: els soviètics ER2 i els moderns EP2D.
- Els trens soviètics ER2 consisteixen en 3-4 cotxes i fan servici a les línies Ierevan-Araks, Ierevan-Gyumri (eixida al vespre des de Ierevan i al matí des de Gyumri) i Ierevan-Yerashk.
- Els trens EP2D consisteixen en 2 cotxes i presten servei a la línia de Ierevan-Gyumri en combinació amb els ER2 i els caps de setmana en solitari amb servei exprés.[7]